# Sylvia Shitsama Nyamweya
Sylvia Shitsama Nyamweya, née en décembre 1983 dans la région de Kakamega au Kenya, est une neurochirurgienne kenyane. Elle œuvre au Kenyatta National Referral Hospital. Elle est la première femme neurochirurgienne au Kenya et l'une des très rares femmes neurochirurgiennes du pays.

## Biographie

### Jeunesse, formation
Sylvia Shitsama naît dans le district de Kakamega au Kenya en décembre 1983,. Elle fréquente les écoles kenyanes pour ses études primaires et secondaires. Elle est admise à l'Université de Nairobi, où elle étudie la médecine ; elle obtient un baccalauréat en médecine et chirurgie (MBChB). Elle est admise en octobre 2008 dans le programme de neurochirurgie en résidence à l'hôpital national Kenyatta, géré par l'Université de Nairobi. 
Elle suit ce programme pendant sept ans, jusqu'à l'obtention d'une maîtrise en médecine (MMed) en neurochirurgie. Elle devient ainsi la première femme neurochirurgienne au Kenya,.

### Carrière médicale
Après avoir obtenu son diplôme du programme de maîtrise, Sylvia Shitsama est nommée neurochirurgienne consultante à l'hôpital national Kenyatta, le plus grand hôpital du pays, qui sert aussi d'hôpital universitaire de la faculté de médecine de Nairobi.
Depuis janvier 2016, elle est en même temps chargée de cours au Collège des sciences de la santé de l'Université d'agriculture et de technologie Jomo Kenyatta (JKUAT). Elle commence en juin 2017 à travailler également à la Sage Brain and Spine Clinic, située au Kenya Medical Association Center à Nairobi,. 
Elle s'intéresse particulièrement à la chirurgie de la colonne vertébrale et de la base du crâne, et elle contribue à la littérature scientifique sur ces sujets sous le nom de Sylvia Shitsama,. Elle cherche un financement pour parrainer des étudiants au programme de maîtrise de neurochirurgie en résidence à l'hôpital, afin d'augmenter les inscriptions à ce programme et le nombre de neurochirurgiens spécialisés.
Le Dr Sylvia Shitsama Nyamweya est momentanément membre du conseil d'administration de la Kenya Medical Association Sacco (KMA), responsable des questions financières des membres.

## Honneurs et récompenses
En 2017, elle est sélectionnée dans les « 40 meilleures femmes de moins de 40 ans au Kenya », par le Nation Media Group.
Elle est en 2022 l'une des quatorze personnes honorées lors des Grow, Unite, Build, Africa Awards (GUBA) et elle reçoit le Pioneer Award for Health Excellence.